# 沃德 (內華達州)
沃德（英語：Ward）是位於美國內華達州白松縣的鬼鎮。

## 歷史
沃德的郵局於1877年設立，其後於1887年停運。

## 地理
沃德所處的海拔為高於海平面2356米（即7730英呎），而該地所採用的時區為UTC-8，即太平洋时区（PST）。同時該地設有夏令時間，為UTC-8調快一小時，即UTC-7（PDT）。